# Kašelj
Kášelj je refleksen sunkovit, glasen izdih zraka, ki je navadno refleksen zaradi draženja dihalnih poti, lahko pa je izzvan tudi povsem hoteno. Fiziološka vloga kašlja je čiščenje dihalnih poti. Kašelj je simptom in ne posebna bolezen. 
Če se z zrakom izkašljuje tudi izmeček, govorimo o produktivnem kašlju. Če izmečka ni, gre za suhi kašelj. Glede na trajanje ga delimo na akutni kašelj (do tri tedne), subakutni (3–8 tednov) in kronični (več kot 8 tednov).

## Faze kašlja

### Inspiracijska faza
V prvi fazi oseba globoko vdihne in s tem poveča prostornino zraka v pljučih. Globok vdih je posledica aktivacije inspiracijskih mišic: trebušne prepone, zunanjih medrebrnih mišic in pomožnih dihalnih mišic v vratu. Prsni koš se pomakne navzpred in navzdol, za seboj povleče stensko poprsnico in zato intraplevralni tlak močno naraste.

### Kompresijska faza
V drugi, kompresijski fazi se aktivirajo ekspiracijske mišice (trebušne in notranje medrebrne mišice) ob zaprtem glotisu. Zaradi kompresije dihanja tlak v pljučih močno naraste.

### Eksplozivna faza
Glasilke se hipoma razpnejo iz zrak pod velikim tlakom zapusti pljuča. Hitrost zraka doseže tudi do 480 km/h, pri nekaterih primerih so poročali že celo o poškodbi vratnih vretenc. Zrak zaradi velike hitrosti odstani iz dihal tudi tujke in izločke.

## Refleksni lok
Receptorji za dražljaje so prosti končiči aferentnih vlaken klateža. Nahajajo se v sluznici dihalnih poti, v grlu in v žrelu (segajo do segmentnih bronhov).
Dražljaji, ki lahko sprožijo refleks kašlja so lahko:
- mehanični: vdihani delci, sluz ...
- kemični: cigaretni dim, dražeči plini ...
- toplotni: hipna izpostavitev mrazu
- vnetni
- psihogeni

Aferentne poti gredo po vagusu do podaljšane hrbtenjače, kjer se nahaja center za kašelj. Le-ta preko eferentnih poti preko motoričnih živcev iz hrbtenjače aktivira dihalne mišice, ki povzročijo sprva globok vdih in nato silovit izdih.

## Zdravljenje
Načeloma zdravnik poišče vzrok, ki je pripeljal do kašljanja in se zdravi ta vzrok. Velikokrat gre za vnetne procese v sluznici zaradi okužbe z bakterijami. V tem primeru je smotrna uporaba antibiotikov. Vnetja zavirajo tudi glukokortikoidi.
Zdravila, ki lajšajo sam kašelj, se imenujejo antitusiki. Produktivnega kašlja ne zaviramo, ker je to refleks, ki čisti dihalne poti; uporabljajo se lahko zdravila, ki pospešujejo izkašljevanje (na primer sekretolitiki, ki redčijo sluz). 